# Emath
emath は tDB こと大熊一弘が開発した LaTeX 上で使う初等数学プリント作成マクロ集である。
これにより TeX の数式を日本で一般的なものに変えることができる。特に TeX で不満が多い分数の形が変更されている点は大きい。さらに、emathP.sty ではグラフが描けるので、数学の教科書のような高品位な出力を比較的容易に得ることができる。

## 特徴
emathのコマンド名の多くは日本語のローマ字表記であり、ヘボン式でなく訓令式になっている（たとえばちは ti となっている）。そのため、日本語話者以外には意味が類推しにくい。emathコマンドの詳細は emathWiki に書かれており、修得には不可欠である。
図形やグラフも描くことができる。全てコマンド型であり WYSIWYG ではない。
複雑な数値計算は、Perl と連携して行う。

## インストール・更新
訂正版をインストールする。実験版は不定期に、頻繁に更新される。